# Karl Alisch
Carl (Karl) Ewald Rudolf Alisch (* 8. April 1834 in Kohlow bei Frankfurt an der Oder; † 25. Dezember 1895 in Prenzlau) war ein deutscher Richter und Parlamentarier.

## Leben
Karl Alisch studierte an der Königlichen Universität Greifswald und der Friedrich-Wilhelms-Universität zu Berlin Rechtswissenschaft. Er wurde im Corps Guestfalia Greifswald (1854) und im Corps Vandalia Berlin (1855) recipiert. Nach dem Studium trat er in den preußischen Justizdienst. Zuletzt war er Landgerichtsrat in Prenzlau. 1895 wurde Alisch als Nachrücker für den wegen Beförderung ausgeschiedenen Leopold von Buch Mitglied des Preußischen Abgeordnetenhauses. Er starb im selben Jahr. Er war Reserveoffizier, sein letzter Dienstgrad war Major d. R.